# Изба Утёнковой из деревни Усть-Кировское
Изба Утёнковой из деревни Усть-Кировское — памятник архитектуры. Расположен в Великом Новгороде, в Витославлицах.
Здание называют или по имени создателя, Фёдора Михайловича Утёнкова, или по имени последней владелицы, Клавдии Александровны, которая продала избу детям соседей в 1967 году, однако те не посещали строение; в 1980-х годах здание купила Р. П. Охотина, также не занимавшаяся зданием и решившая было пустить его на дрова, но в итоге продавшая дом музею.

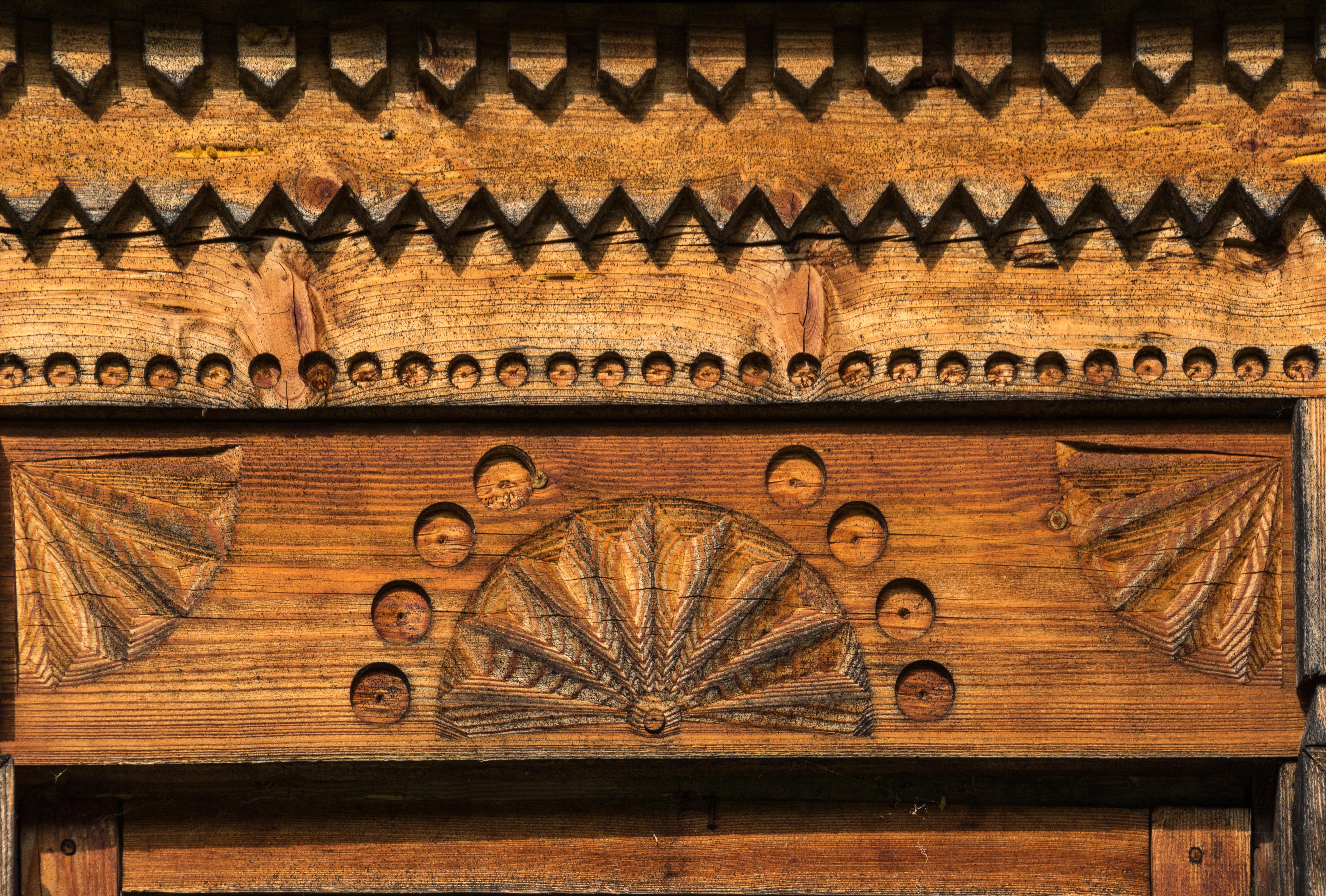
Фрагмент резьбы

Изба — постройка размером 5,8 × 5,8 м (и 2,7 м до потолка) типа «брус» с тремя объединёнными общим резным фризом окнами на лицевом фасаде и одним на боковом. У здания из еловых брёвен стропильная вальмовая крыша и кровля из дранки. Предположительно построена в 1870—1880 годах, стоит на «подполье», в котором располагается картофельная яма, в подполье ведёт голбец. Ниже лавок и выше полатей стены не протёсаны, в избе встречаются как традиционные детали (бревенчатые потолки, встроенные лавки, полати, воронцы), так и новые (окна и двери-коробки, печь с кирпичной трубой «по-белому»). Согласно сведениям хозяев, изба была частью «избы-двойни», то есть под одной крышей существовало два здания, и сохранилась зимняя часть, а летняя, построенная в начале XX века, была в 1930-х годах перенесена в другую часть деревни и там сгорела.
Впервые изба обследована в октябре 1993 года под руководством Л. Е. Красноречьева и при участии архитектора И. А. Максимовой. У здания не было кровли, рухнули потолок и печная труба, сгнила часть брёвен, прогнил пол. Было известно, что у здания раньше был хозяйственный двор (общая длина здания была 19,8 м), во дворе была клеть для бочек с солениями и мочениями, а за двором был хлев 2,8 × 4,7 м с односкатной кровлей.
Было решено восстанавливать избу в первоначальном облике. Резьбу причелин и полотенец сделали по мотивам сохранившихся наличников, которые частично сохранились сами, а частично — на фотографиях; часть деталей была восстановлена по следам или по подобию.
Фундаменты для избы были заложены в Витославлицах в 1993 году, но реставрация шла лишь в 2003—2005 годах под руководством плотника-реставратора А. П. Лебеденко и с архитектурным надзором В. А. Попова.
Экспозиция избы «Княжой прибор» посвящена русской свадьбе, в здании проводятся свадебные традиционные обряды.